# Pireneitega cottarellii
Pireneitega cottarellii är en spindelart som först beskrevs av Brignoli 1978.  Pireneitega cottarellii ingår i släktet Pireneitega och familjen mörkerspindlar.
Artens utbredningsområde är Turkiet. Inga underarter finns listade i Catalogue of Life.